# Доминчик, Дагмара
Дагма́ра Доми́нчик (пол. Dagmara Domińczyk; род. 17 июля 1976, Кельце, Келецкое воеводство) — американская актриса

 и писательница.

## Ранние годы
Дагмара Доминчик родилась 17 июля 1976 года в Кельце, Польша, в семье Мирослава (1953—2023) и Александры Доминчик. В 1983 году Доминчик, её родители и младшая сестра Марика (род. 1980) переехали в Нью-Йорк в качестве просителей убежища из-за политической деятельности её родителей и участия отца в «Amnesty International» и движении «Солидарность». Уже в Нью-Йорке у Доминчик родилась ещё одна сестра — Вероника (род. 1986). Все три сестры Доминчик стали актрисами.
Доминчик окончила среднюю школу Фиорелло Х. Ла Гуардиа на Манхэттене и Колледж изящных искусств в Университете Карнеги — Меллона в Питтсбурге в 1998 году.

## Карьера
В 1999 году Доминчик дебютировала на Бродвее в качестве дублёра Анны Фрил в постановке Патрика Марбера «Близость». В следующем году она дебютировала в кино в роли Клэр в романтической комедии Стюарта Блумберга «Сохраняя веру». В 2001 году она сыграла Таню Ашер в фильме «Рок-звезда», а в 2002 году — Мерседес Эррера в экранизации «Графа Монте-Кристо». В 2003 году она вернулась на Бродвей, сыграв Кэролайн Брэмбл в постановке «Колдовской апрель».
Доминчик также появилась в таких фильмах как «Кинси» (2004), «Доверься мужчине» (2005), «Одинокие сердца» (2006), «На острой грани» (2006), «Небо и земля» (2011), «Слежка» (2012), «Роковая страсть» (2013), «Биг Стон Гэп» (2014), «Женщина, роль» (2016), «Ассистентка» (2019) и «Незнакомая дочь» (2021). С 2018 по 2023 год она играла роль Каролины Новотни в телесериале «Наследники».
В 2013 году Доминчик выпустила роман «Колыбельная польских девушек», частично основанный на её детстве в Польше.

## Личная жизнь
С 18 июня 2005 года Доминчик замужем за актёром Патриком Уилсоном. У супругов есть двое сыновей — Кейлин Патрик Уилсон (род. 23 июня 2006) и Кассиан МакКаррелл Уилсон (род. 9 августа 2009). Семья проживает в Монтклэре, штат Нью-Джерси. Она невестка актёра Скотта Фоли, который женат на её сестре Марике.
Доминчик владеет польским и английским языками, немного говорит на испанском и французском языках.

## Актёрские работы

### Театр
| Год       | Название             | Оригинальное название | Роль            | Место проведения                      | Примечание |
| --------- | -------------------- | --------------------- | --------------- | ------------------------------------- | ---------- |
| 1999      | Близость             | Closer                | Элис Эйрес      | Театр «Музыкальная шкатулка», Бродвей | Дублёр     |
| 2003      | Закалдованный апрель | Enchanted April       | Кэролайн Брамбл | Театр «Билтмор», Бродвей              |            |
| 2003      | Фиолетовый час       | The Violet Hour       | Розамунд Плинт  | Театр «Билтмор», Бродвей              |            |
| 2012–2013 | Золотой мальчик      | Golden Boy            | Анна Бонапарт   | Театр «Беласко», Бродвей              |            |

### Фильмография
| Год       |     | Русское название                    | Оригинальное название              | Роль                |
| --------- | --- | ----------------------------------- | ---------------------------------- | ------------------- |
| 2000      | ф   | Сохраняя веру                       | Keeping the Faith                  | Клэр                |
| 2001      | с   | Третья смена                        | Third Watch                        | Дженека Фараби      |
| 2001      | ф   | Рок-звезда                          | Rock Star                          | Таня Ашер           |
| 2002      | ф   | Граф Монте Кристо                   | The Count of Monte Cristo          | Мерседес Эррера     |
| 2002      | ф   | Они                                 | They                               | Терри Альба         |
| 2003      | с   | Закон и порядок: Специальный корпус | Law & Order: Special Victims Unit  | Кейт Логан          |
| 2003      | ф   | Дикая удача                         | Tough Luck                         | Дивана / Мелисса    |
| 2004      | тф  | Агент под прикрытием                | Bad Apple                          | Джина Дефреско      |
| 2004      | ф   | Кинси                               | Kinsey                             | Агнес Гебхард       |
| 2004      | тф  | Куда приводят сны                   | The Five People You Meet in Heaven | Маргарит            |
| 2005      | с   | 24 часа                             | 24                                 | Николь              |
| 2005      | ф   | Доверься мужчине                    | Trust the Man                      | Памела              |
| 2005      | тф  | Женаты                              | Hitched                            | Эмбер               |
| 2006      | ф   | Ментор                              | Mentor                             | Джулия Уайлдер      |
| 2006      | ф   | Одинокие сердца                     | Lonely Hearts                      | Дельфин Даунинг     |
| 2006      | мс  | Дневники Бедфорда                   | The Bedford Diaries                | Катрина Маклин      |
| 2006      | ф   | На острой грани                     | Running with Scissors              | Сюзанн              |
| 2007      | ф   | Заключённый                         | Prisoner                           | Оливия              |
| 2010      | ф   | Хелена со свадьбы                   | Helena from the Wedding            | Ив                  |
| 2011      | ф   | Небо и земля                        | Higher Ground                      | Анника              |
| 2011      | с   | Хорошая жена                        | The Good Wife                      | Изабель Шарп        |
| 2011      | с   | Форс-мажоры                         | Suits                              | Нэнси               |
| 2011      | кор | Художник Феликс                     | Felix the Painter                  | Бриджитт            |
| 2012      | с   | В поле зрения                       | Person of Interest                 | Сара Дженнингс      |
| 2012      | ф   | Слежка                              | The Letter                         | Элизабет МакИнтайр  |
| 2013      | ф   | Фантом                              | Phantom                            | Софи Зубов          |
| 2013      | ф   | Роковая страсть                     | The Immigrant                      | Белва               |
| 2014      | ф   | Джек Стронг                         | Jack Strong                        | Сью                 |
| 2014      | с   | Подпольная империя                  | Boardwalk Empire                   | Дайна Лайнэн        |
| 2014      | ф   | Биг Стон Гэп                        | Big Stone Gap                      | Элизабет Тейлор     |
| 2014      | ф   | Убьём жену Уорда                    | Let’s Kill Ward’s Wife             | Стейси              |
| 2016      | ф   | Женщина, роль                       | A Woman, a Part                    | Надя Джонс          |
| 2018      | с   | Двойка                              | The Deuce                          | Женевьев Фьюри      |
| 2018—2023 | с   | Наследники                          | Succession                         | Каролина Новотни    |
| 2019      | ф   | Запретная кухня                     | Abe                                | Ребекка             |
| 2019      | ф   | Ассистентка                         | The Assistant                      | Эллен               |
| 2019      | кор | Песня матери                        | Mother’s Song                      | Зелма               |
| 2020      | с   | Блудный сын                         | Prodigal Son                       | Найтингейл          |
| 2020—2022 | с   | Случайный волк                      | The Accidental Wolf                |                     |
| 2021      | ф   | Незнакомая дочь                     | The Lost Daughter                  | Каллисто «Калли»    |
| 2022      | мф  | Моя любовь и брак                   | My Love Affair with Marriage       | Зелма               |
| 2022      | мс  | Мы владеем этим городом             | We Own This City                   | Эрика Дженсен       |
| 2023      | ф   | Неудачницы                          | Bottoms                            | миссис Каллахан     |
| 2023      | ф   | Астрал 5: Красная дверь             | Insidious: The Red Door            | священник           |
| 2023      | ф   | Присцилла: Элвис и я                | Priscilla                          | Энн Болье           |
| 2023      | с   | Здравствуй, будущее!                | Hello Tomorrow!                    | Элль                |
| 2024      | ф   | Девушка Миллера                     | Miller's Girl                      | Беатрис Джун Харкер |
|           | ф   | Сегодня в полдень                   | Tonight at Noon                    | Салли               |
|           | с   | Чёрный кролик                       | Black Rabbit                       |                     |
|           | с   | Савант                              | The Savant                         |                     |

### Аудиокниги
| Год  | Название                    | Оригинальное название  | Автор           |
| ---- | --------------------------- | ---------------------- | --------------- |
| 2006 | Наследство рода Болейн      | The Boleyn Inheritance | Филиппа Грегори |
| 2007 | Сердце, созданное для любви | Someone to Love        | Джуд Деверо     |
| 2007 | В секретной службе          | In Secret Service      | Митч Сильвер    |
| 2008 | Другая королева             | The Other Queen        | Филиппа Грегори |
| 2008 | Не показывай страха         | Show No Fear           | Перри О'Шонесси |
| 2009 | День после ночи             | Day After Night        | Анита Диамант   |
| 2018 | Каждая сыгранная нота       | Every Note Played      | Лиза Дженова    |

## Награды и номинации
| Год  | Премия                                    | Категория                                                                | Работа                  | Результат |
| ---- | ----------------------------------------- | ------------------------------------------------------------------------ | ----------------------- | --------- |
| 2007 | Фестиваль независимого кино «Method Fest» | Лучшая женская роль второго плана                                        | Ментор                  | Победа    |
| 2021 | Серебряное перо                           | Лучший актёрский состав в драматическом сериале                          | Наследники              | Победа    |
| 2022 | Серебряное перо                           | Лучший актёрский состав в мини-сериале, сериале-антологии или телефильме | Мы владеем этим городом | Номинация |
| 2022 | Премия Гильдии киноактёров США            | Лучший актёрский состав в драматическом сериале                          | Наследники              | Победа    |
| 2023 | Международная премия онлайн-кино          | Лучший актёрский состав в драматическом сериале                          | Наследники              | Номинация |
| 2024 | Премия Гильдии киноактёров США            | Лучший актёрский состав в драматическом сериале                          | Наследники              | Победа    |